# Biserica de lemn Cuvioasa Paraschiva din Târgu Ocna

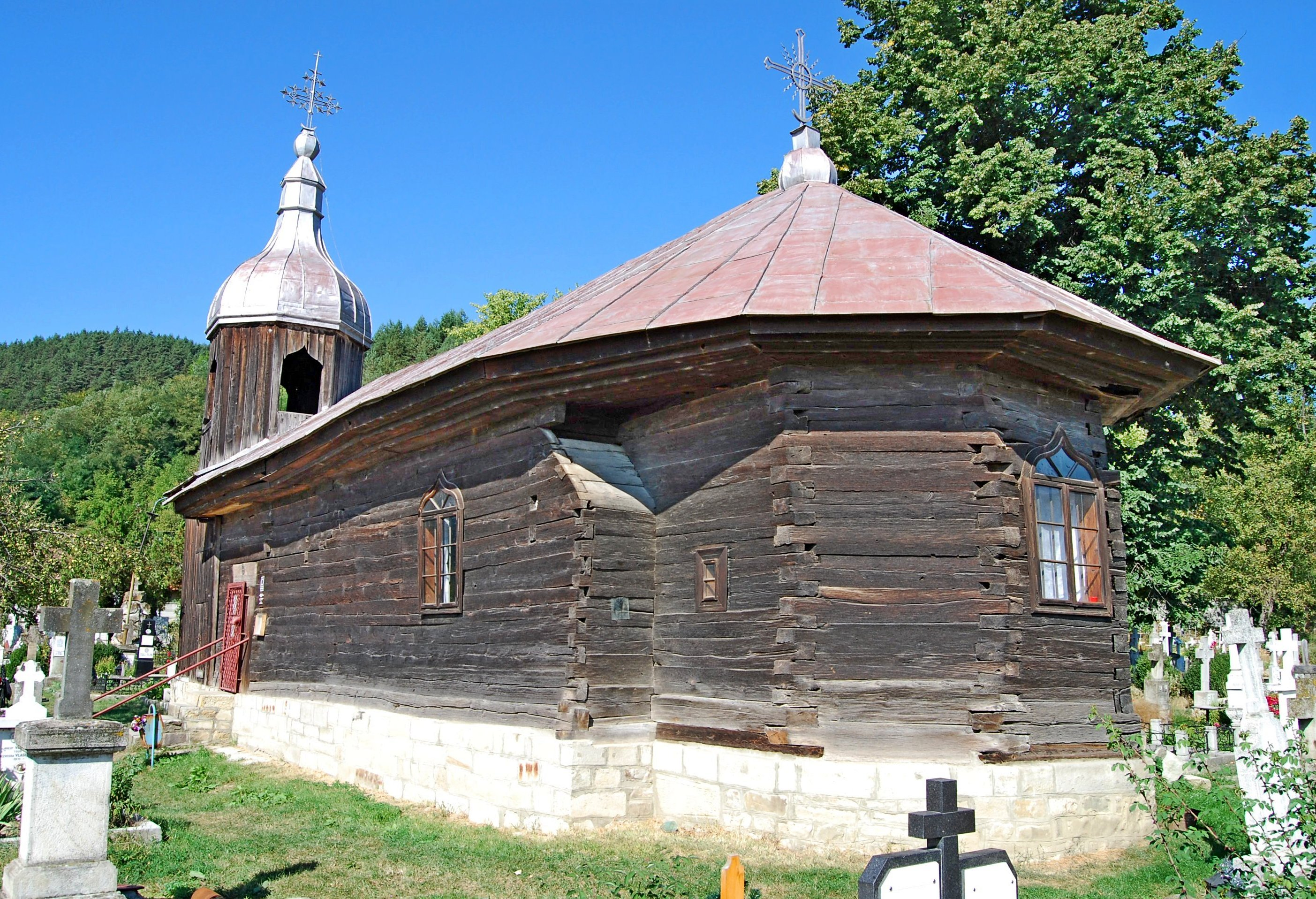
Biserica de lemn „Cuvioasa Paraschiva” din Târgu Ocna

Biserica de lemn „Cuvioasa Paraschiva” din Târgu Ocna a fost construită în secolul XVII, pe locul unui lăcaș mai vechi, tot din lemn. Biserica se află pe lista monumentelor istorice sub codul LMI:  BC-II-a-B-00907. Codul RAN este 20974.09.

## Istoric și trăsături
Numită și Biserica Domnească, se află într-un cimitir în apropierea salinei din Târgu Ocna, pe valea pârâului Vâlcele.
În anul 1725 este refăcută în întregime de către cămărașul ocnei, Dediu Codreanu, socrul domnitorului Mihai Racoviță. Biserica era folosită de ocnași ca loc de închinăciune. Mai târziu în jurul bisericii s-a organizat o bolniță, tot pentru folosința ocnașilor. 
Alte transformări înregistrate istoric sunt cele din anii 1800, 1833, ultima fiind plătită de către Tănase Gheorghiu și  preotul Ioan Brătescu, după cum atestă o inscripție din interior.
După cutremurul din 1977 s-a turnat ciment pe soclul de piatră, pe latura nordică, și au fost înlocuite bârnele foarte degradate.
Biserica este construită din bârne de stejar, prinse la colțuri „în tăieturi drepte“. Temelia este din moloane de piatră. Acoperișul din draniță a fost înlocuit cu unul de tablă. Compartimentarea este cea clasică pentru bisericile ortodoxe: altar, naos și pronaos. Pe latura de vest este adosat un turn clopotniță. Interiorul a fost îmbrăcat în scânduri de brad. Iconostasul a fost pictat în 1833, se pare peste o pictură mai veche. 